# Ulodesmus munroi
Ulodesmus munroi är en mångfotingart som beskrevs av Lawrence 1963. Ulodesmus munroi ingår i släktet Ulodesmus och familjen Gomphodesmidae. Inga underarter finns listade i Catalogue of Life.